# Jarfaiter
José del Olmo Jimenez (Piedralaves, 1 de enero de 1994), conocido artísticamente como Jarfaiter, es un rapero independiente español considerado una de las principales figuras del «rap quinqui». Su  disco más reciente se titula "No Soy Nadie"  en el que Jarfaiter trata de dar el mensaje de que no se cree mejor que nadie y que es una forma para él de mantener los pies en el suelo. También ha participado en series y películas aunque con papeles discretos, una de estas series es "Hasta el cielo" donde representa al personaje llamado Toño.

## Biografía y estilo
Jarfaiter nació en Piedralaves y reside en el barrio de Cuatro Caminos (Madrid). Durante su infancia le empezó a gustar el rap. En su juventud escuchaba grupos de punk como Cicatriz o Arpaviejas y otros estilos como la rumba y el flamenco, estilos que influyeron notablemente en sus canciones. En 2015, tras 3 maquetas, publicó su primer disco: Antihéroe. 
En 2017 autoeditó Criminal Nadsat, su segundo disco, que incluía algunas de sus canciones más famosas como "Original Quinqui" o "Presto Presto".
El estilo de Jarfaiter, que él autodefine como «rap criminal» o «rap delito»,  se caracteriza por las referencias continuas a la violencia, a la lucha antisistema y a la vida de los barrios obreros de Madrid. En el videoclip de «A mi pueblo», Jarfaiter, «con base folclórica» y «un sonido reggaeton» efectúa una oda a Piedralaves.
Sus cinco temas más escuchados según Last.fm son: Navajeros, Mantenlo Criminal, Política de parque, La luna y el sol y Rural Team.
El 26 de enero de 2024 Jarfaiter publicó su último álbum "No soy nadie".